# Наталија Петровић Каравелова
Наталија Петровић Каравелова (Макце, 27. април 1836. - Карлове Вари, 7. јул 1905) била је српска добротворка и књижевница. Са супругом, бугарским књижевником и политичким активистом Љубеном Каравеловим борила се за ослобођење Бугарске од Турака. Основала је прву штампарију у ослобођеној Бугарској. Помагала је младе српске књижевне таленте.

## Живот
Наталија Петровић Каравелова рођена је 1836. године у варошици Макце, код Великог Градишта, као кћи свештеника Недељка Петровића. Њен млађи брат, Настас Петровић, касније је постао професор Велике школе и истакнута личност у културном и политичком животу Србије. Имала је још једног брата, Глигорија Петровића.
Јуна 1868. године удала се у Сремским Карловцима, за бугарског књижевника Љубена Каравелова, са којим није имала деце. Каравелов је због својих политичких идеја неретко био хапшен и прогањан, а Наталија му је била подршка како у књижевном, тако и у политичком раду. После Каравелове смрти, преудала се за Аксентија Аксентијевића. Умрла је 7. јула 1905. године у Карловим Варима.

## Живот и рад у Бугарској
Наталија Петровић Каравелова помагала је свом мужу како у његовом књижевном тако и у политичком раду. Учествовала је и у штампању листова. Неретко се излагала великим опасностима, преносила његове списе, новац и оружје намењено устаницима. После смрти свога супруга Наталија остаје у Бугарској, где 1880, годину дана касније, отвара прву штампарију у слободној Бугарској.
Живела је у Рушчуку, одакле је помагала многим српским и бугарским интелектуалцима и политичким емигрантима, међу којима је био и Никола Пашић. Осим тога, њено име се налазило и међу сарадницима многих угледних словенских друштава, која је помагала и учествовала у њиховом раду, оживљавајући идеје за које се борио њен супруг. Била је омиљена у народу, али на мети власти због помоћи коју је пружала противницима режима. Због тога јој је одузет велики део имовине, после чега се 1890. године преселила у Београд.

## Живот и рад у Србији
Пресељењем у Србију њен политички и друштвени активизам није утихнуо, већ је постала још оштрија и одважнија. Чинила је све да се рукописи њеног мужа објаве, и на крају је успела да приреди дела Љубена Каравелова и финансира споменик у Софији, њему у част. Желела је да сачува успомену на њега, јер је знала колико је много чинио за слободу своје земље.
Други пут се удала за Аксентија Аксентијевића и са њим основала Фонд Наталије Љ. Каравелове и Аксентија Аксентијевића, који је постојао је све до Другог светског рата .Како је и сама писала, имала и слуха за књижевне таленте, поготово младе. Знала је да им је потребна подршка, па им је помагала колико је могла..
Била је активна до краја живота, увек изналазећи нови мотив за велике и мале битке. Умрла је 7. јула 1905. године у Карловим Варима.